# ミントゥチ
ミントゥチ(mintuci)またはミントゥチカムイ(mintuci kamuy)は、アイヌに伝わる水棲の半人半獣の霊的存在。河童に類する妖怪ともいわれる。

## 名称
ミントゥチ(mintuci)が、現在つかわれるアイヌ語表記であるが、ミンツチというカナ表記も日本語で書かれた文献などにみられる。

### 語釈
ミントゥチは、湖または川に棲むという半人半獣の架空の動物、または霊的存在で、水の精霊（コシンプク、コシンプ）の一種と考えられていた 。また（日本本土の）河童と同類の妖怪ともされているが、かりにそうであってもアイヌ特有の伝承が盛り込まれている。

### 語源
ミントゥチというアイヌ語は、いわば日本語からの外来語で、本土（東北地方）の伝承で河童を意味する「ミヅチ」系の名称が借用されたものと考えられ、この河童の「ミヅチ」「メドチ」等の語源は、竜の一種の蛟（ミヅチ）に由来するものと考察されている。
バチェラーはアイヌ語のミミ（ミム mimi, mim）「身、肉」とトゥームーンチー(tumunci)「魔」からなる複合語だとしている。

### 異称
アイヌの古老によれば、ミントゥチとは本土の人間が河童の一種として呼ぶ呼称であり、アイヌは「山側の人」の意で「シリシャマイヌ」と呼ぶという。禿頭という特徴や「山側の人」という異名から、山の神の性質も兼ね備えているとの説もある。
呼称に地域差があり、千歳方言ではミムトゥチ(mimtuci)、石狩ではミントチ(mintoci)と発音される。
十勝地方や釧路地方ではフンドチ（あるいはハンドチ、フンヅゥチ）として知られ、十勝平野東部の池田町の伝承では、小さな老婆だか老爺だかわからない姿で、ときどき「フンッ」という大きな音をたてるという。
アイヌの河童は他に「ミントチカムイ、ニントチカムイ、フントチカムイ」などとも称されるという。

## 概要

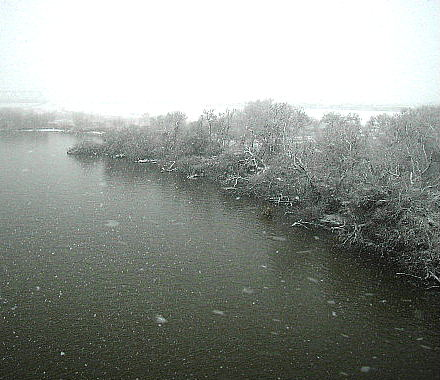
ミントゥチの伝わる北海道の河川の一つ、石狩川

背格好は3歳から12,13歳の人間の子供と同程度で、頭には髪があって河童のような皿はなく（しかし頭頂は禿げており肉質であるともされる。また石狩川の河童は、頭が禿げていても男女の区別があると、旭川市の近文コタンから採集された話の冒頭に語られる。
皮膚はウミガメのようで、その肌色は紫色か赤色に近く、足型は鳥か鎌の形に似ている。両腕が体内でつながっており、片腕を引っ張るともう片方が短くなる、あるいは両腕ともに抜けてしまう、とも伝わるが、この伝承は河童についても言い伝えられるものと同じ身体的特徴だと指摘される。
人間や牛馬を水中に引き込んだり、人に憑いたり、女に憑いて男を誘惑するという伝承もみられるが、これも本土の「河童の駒引き」伝承と共通するものである。また、釧路では、濃霧の夜などに不意に前方に人影が現れ、呼びかけにも答えずに前へ歩いていくことがあり、その足跡が鳥のようなので妙だと思っていると、その人影が消えて背後に回り、ミントゥチが隙をついて水中に引きずり込んでしまうという。ミントゥチによる危害や、逆にご利益については追って以下に触れる。

### 恩恵と災い
河川や湖に棲む、概して邪悪な人魚の一種であるが、ただし「善良な人魚」ピリカ・ミントゥチと称される山の精もいると、ジョン・バチェラーは説明している。人を捕らえては食らう恐ろしい水妖か水精とされるが、以下に説明するように、川（漁労）の精も恩寵をもたらすし、山（狩猟）の精も怒らせれば災禍をもたらす。
ミントゥチは魚族を支配する神でもあるため、漁師たちに漁運を授けもするが、それと引き換えに水死者の犠牲も増やすのだという。石狩地方周辺ではミントゥチが魚をたくさん捕らせてくれたが、その代わり毎年必ず何人かを殺すので、人々が日高の静内（現・新ひだか町）の方へ移って欲しいと頼んだところ、水死者はなくなったが、魚も捕れなくなったという。また旭川市の近文集落に婿入りしたというミントゥチも、豊漁をもたらしたかわりに川での水難者増加の張本人だと発覚し、追い払われてシビチャリ川（静内町）に移住したとされる。
また、山の狩猟で獲物をもたらすものとも信じられている。ある伝承ではミントゥチの頭領をミントゥチトノといい、弓矢をたずさえていて、人の難を救ったり、弓矢を与えたりするが、その返礼に神酒や神幣を要求するので、それに応じなくてはならないとされる。ただしこのときの幣（みてぐら）は、通常の神に捧げるイナウより簡易なものにすべきだとされる。またミントゥチが若者に化けて若い娘のいる家に婿入りし、猟運や幸をもたらすが、怒らせるとその地域一帯の食料の霊をさらっていくという、恐ろしい面もある。旭川や沙流川では、ミントゥチが人を守護するという話もある。

### 起源譚
ひとつの起源譚によればオキクルミ神が降臨してアイヌの世界を治めていたころ、沖から疱瘡神パツムカムイ（Patum-kamuy 疱瘡を司る疫病神）が出現し、多くの病死者を出した。そこでオキクルミは61体のチシナプカムイ（Ti-sinap-kamuy。ヨモギ属を十字に組んだ人形）を作り、それらに命を与えて疱瘡神と戦わせた。この61体の内の60体は戦死したが、最後に残ったチシナプカムイの大将によって、疱瘡神は全滅した。この戦いで水死したチシナプカムイがミントゥチになったという。河童の起源が元は捨てられた人形だとする伝承は日本の各地にもあり、あるいはそれがアイヌに流入したとも考えられる。
より現実味を帯びた話として、疱瘡神は、江戸時代に日本人（和人）がアイヌと交易を行うために船で北海道（蝦夷地）を訪れたとき、弁財船に乗ってやってきた病魔という伝承があり、その病気から身を守るために草人形を作る慣習が生まれた（人間が創案したもの）という説明もされている。ちなみにチシナプカムイは'我らが結い束ねた神'の意である。この蓬草のチシナプカムイが、ミンツチのご本尊と言い伝えられているそうである。